# آشخارهاتسویتس
آشخارهاتسویتس (ارمنی: Աշխարհացույց; انگلیسی: Ashkharatsuyts به معنی جهان‌نما) یک کتاب مصور اوایل قرون وسطی به زبان ارمنی نوشته آنانیا شیراکاتسی می‌باشد. موضوع این کتاب دربارهٔ جغرافیای ارمنستان، گرجستان، ایران، عراق می‌باشد. آشخارهاتسویتس قدیمی‌ترین کتبت در باب جغرافیا در ماتناداران می‌باشد.